# Agareb (délégation)
Agareb est une délégation tunisienne dépendant du gouvernorat de Sfax.
Créée en 1968, elle se divise en huit imadas : Agareb, Ben Sahloul, Bouledhieb, Esghar, Ettorba, Gargour, Mahrouka et Zeliana.
En 2004, elle compte 35 841 habitants dont 17 843 hommes et 17 998 femmes répartis dans 7 689 ménages et 8 625 logements.